# Lemonade and Brownies
A Lemonade and Brownies, a Sugar Ray amerikai együttes bemutatkozó albuma, amelyet 1995-ben adtak ki.

## Számok
1. Snug Harbor – 0:49
2. Rhyme Stealer – 2:51
3. Iron Mic – 4:40
4. Hold Your Eyes – 3:29
5. The Greatest – 3:58
6. Big Black Woman – 1:43
7. Mean Machine – 2:41
8. Dance Party USA – 3:18
9. 10 Seconds Down – 3:39
10. Danzig Needs a Hug – 3:07
11. Drive By – 1:58
12. Caboose – 3:13
13. Scuzzboots – 3:29
14. Streaker – 4:12